# Ted Baker
Ted Baker conhecida também como Ted Baker London é uma marca britânica de luxo de alta-costura, prêt-à-porter, joalharia e perfume fundada em 1988 pelo estilista Ray Kelvin.